# 선우련
선우련(鮮于煉, 1929년 1월 19일~1997년 1월 28일)은 대한민국의 언론인, 정치인이다. 제10대 국회의원을 지냈다.

## 생애
평안북도 정주군 정주읍 남산리 출생이다. 본관은 태원이고, 호는 은치이다. 언론인인 선우휘의 동생이다.
1951년, 대한민국 육군에 소위로 임관이 되면서 한국 전쟁에 육군 정훈장교로 참전했다. 1951년에서 1959년까지 대한민국 육군에 복무한 후 1959년에 대한민국 육군 소령 예편하였다. 
친형 선우휘처럼 신문 기자의 길을 걸었으며 이후 정계에 입문하여 박정희 대통령 공보비서관을 지내고 후에 제10대 유신정우회 국회의원을 지냈다. 이후 한국프레스센터 사무총장을 거쳐 한국언론인금고 이사장을 역임하였다.

## 학력
- 보성고등보통학교 졸업(1947년)
- 서울대학교 교육학과 중퇴(1948년)
- 단국대학교 사학과 학사(1951년)
- 육군보병학교 졸업(1953년)
- 육군정훈학교 졸업(1954년)
- 국방대학교 행정학사 1기(1956년)

## 역대 선거 결과
| 실시년도 | 선거 | 대수 | 직책     | 선거구           | 정당       | 득표수 | 득표율      | 순위 | 당락 | 비고 |
| -------- | ---- | ---- | -------- | ---------------- | ---------- | ------ | ----------- | ---- | ---- | ---- |
| 1978년   | 총선 | 10대 | 국회의원 | 통일주체국민회의 | 유신정우회 |        | \| \| 0% \| | 지명 |      | 초선 |
|          | 0%   |      |          |                  |            |        |             |      |      |      |